# Арка

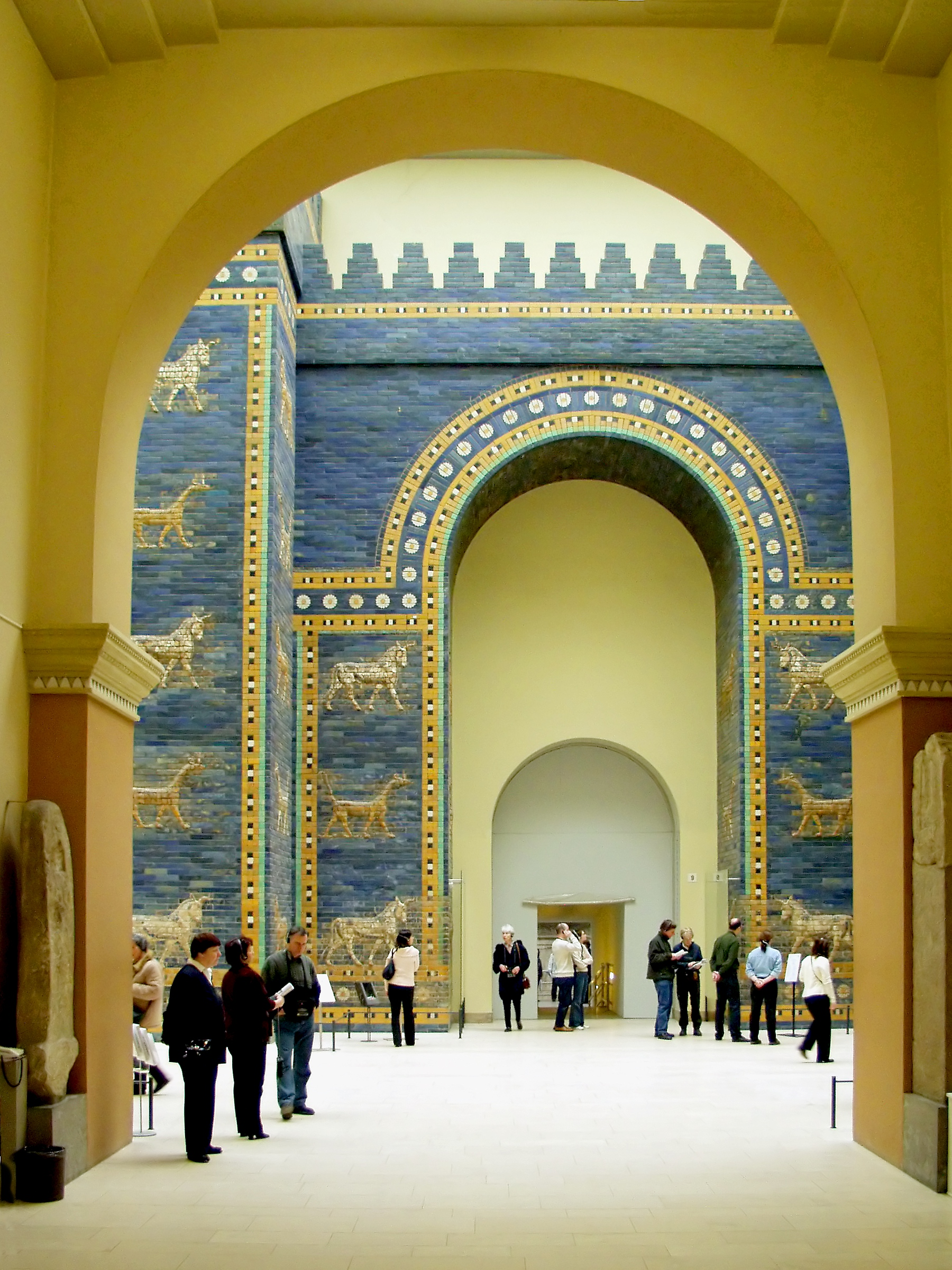
Брама Іштар у Пергамському музеї

А́рка, зрідка лук (лат. arcus — «дуга», «вигин», «скрут») — криволінійне перекриття прорізу в стіні або простору між двома опорами (стовпами, колонами, пілонами), що передає на основу не тільки навантаження, але й ро́зпір. Тримальна будівельна конструкція.
Термін також вживається для будь-якої вигнутої структури, що має форму арки. Арки можуть використовуватися як конструктивний архітектурний елемент, наприклад, над двірним проходом чи брамою, або як чисто декоративний елемент.

## Механіка арки

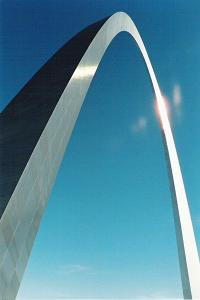
Арка в Сент-Луїсі з формою ланцюгової лінії

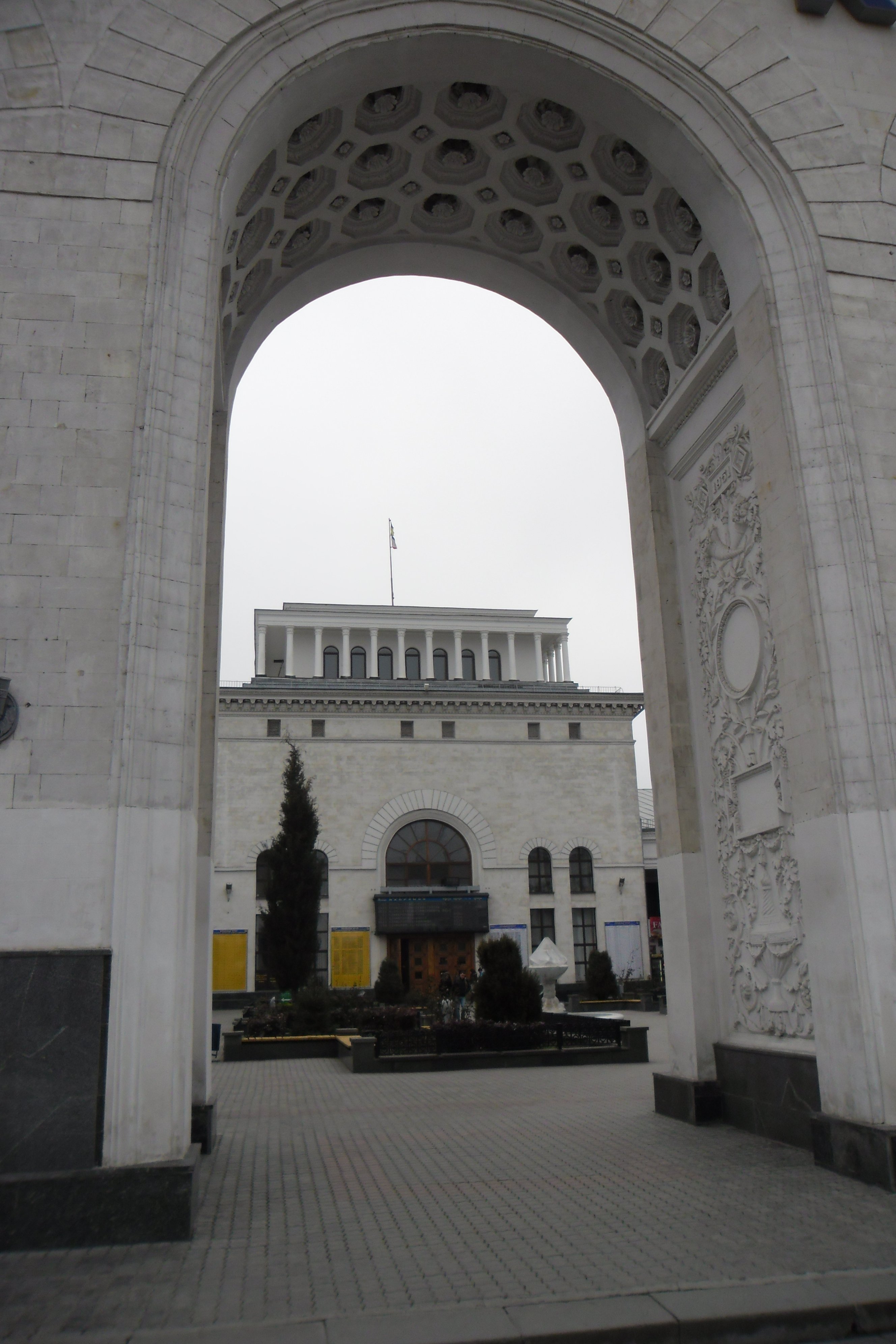
Арка (Сімферопольський залізничний вокзал)

Арка — криволінійний брус плавного обрису, тримальна будівельна конструкція. На відміну від вертикального тиску балки, тиск арки на опори похилий, через що виникає горизонтальна опорна реакція (розпір). Від склепіння арка відрізняється лише значно меншою шириною. Під вертикальним навантаженням арка працює переважно на стиск і меншою мірою на згин.
Арки бувають безшарнірні, двошарнірні та тришарнірні; якщо опорні кінці арки з'єднати стрижнем (затяжкою, що сприймає горизонтальну реакцію), утворюється арка із затяжкою.
Частини арки мають такі назви: п'ята арки (поперечний переріз біля опори), замок арки (поперечний переріз біля вершини арки), стріла підйому (віддаль центра замка арки від лінії, що з'єднує центри п'ят арки). Відстань між центрами п'ят називається розрахунковою проймою. Із збільшенням стріли підйому зменшується розпір арки. Залежно від внутрішнього обрису арки бувають півциркульні, колові, стрілчасті, кільовидні та ін. Вісь арки добирають так, щоб згинальні моменти були найменші; тоді арка буде найбільш міцною і стійкою.
Міцність арки залежить від її форми. Найпростіші акри мають форму напівкола, однак теоретично найміцнішими є арки з формою параболи або ланцюгової лінії. Параболічні арки запровадив в архітектуру іспанський архітектор Антоніо Гауді. Такі арки передають весь розпір на основу й не потребують додаткових елементів.

## Генеза
Арки вперше з'явилися у 2 тисячолітті до н. е. в архітектурі Стародавнього Сходу, зокрема Межиріччя, де будівництво цегляних споруд досягло високого рівня, набули широкого поширення в архітектурі Стародавнього Риму. У старовину арка стала символом небесного світу, в епоху Античності ототожнювалась з Зевсом і Юпітером, природним підтвердженням чого вважалася веселка. Внаслідок утилітарні завдання перекриття простору переростали у проблему створення відповідного художнього образу.

## Матеріал та конструктивні елементи арок

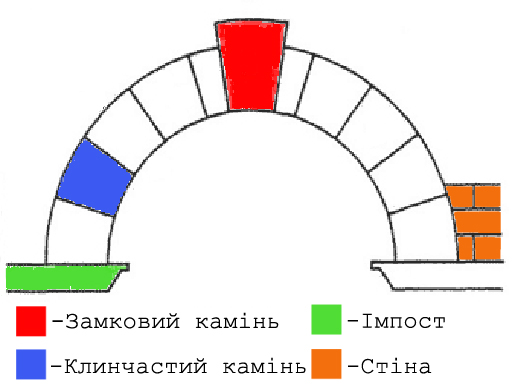
Елементи арки

Залежно від розміру пройми, навантаження і призначення арки виконуються з каменю, цегли, залізобетону, металу і дерева. Для спорудження мурованих арок влаштовують металеві або дерев'яні кружала — тимчасові опорні конструкції, що розбираються після встановлення замкового каменя (або затужавіння розчину).
Кам'яна арка — найдавніша (3000 до н. е.); в 2-й пол. 19 ст. з'явилась металева арка, в 20 ст. створена і поширилась в будівництві залізобетонна арка, за допомогою якої можна перекривати великі пройми.
Частини арки:
1. плінтус
2. імпост
3. лоб арки
4. п'ята арки
5. замковий камінь
6. архівольт

## Типи арок

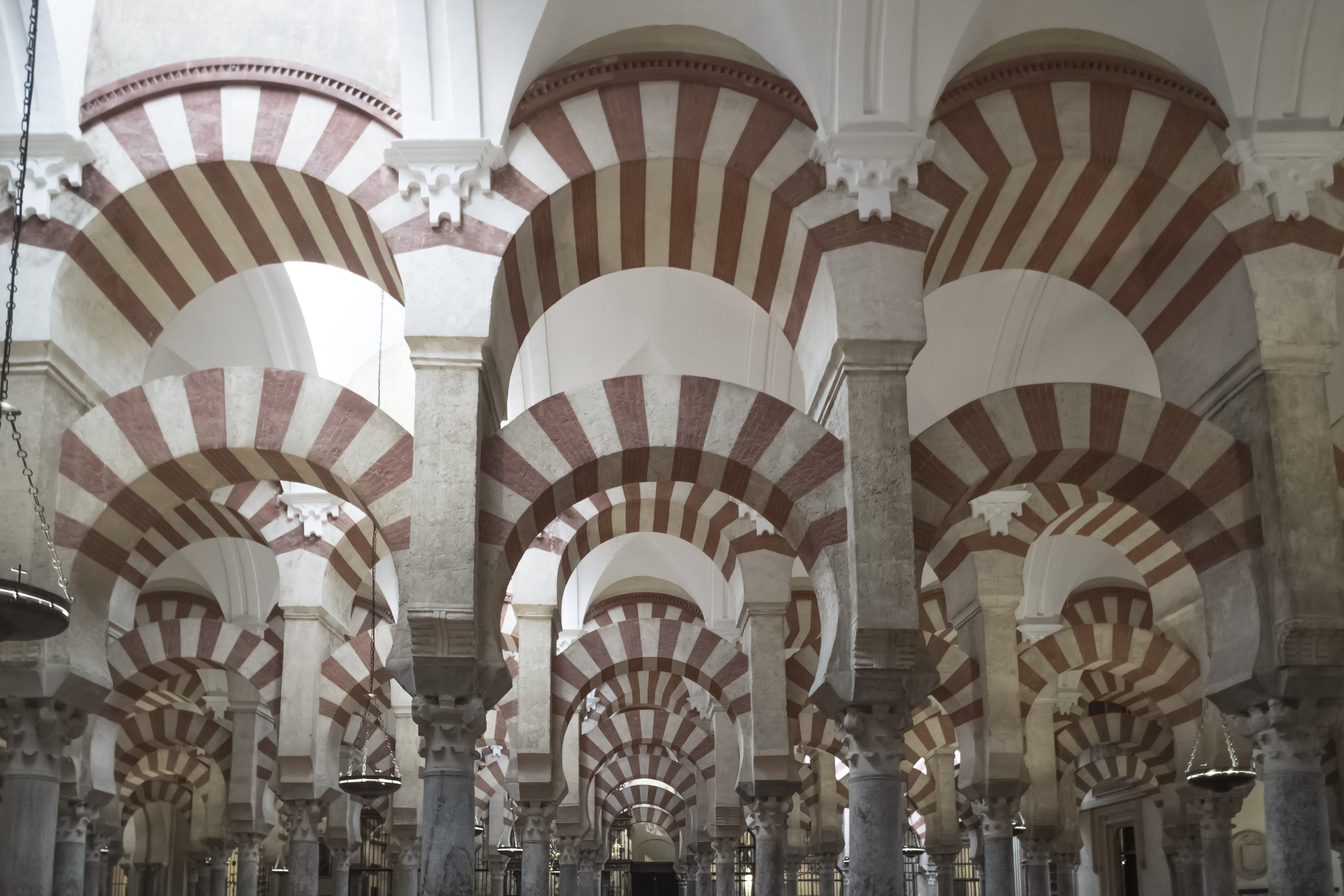
Аравійська арка в інтер'єрі Кордовської мечеті (Іспанія)

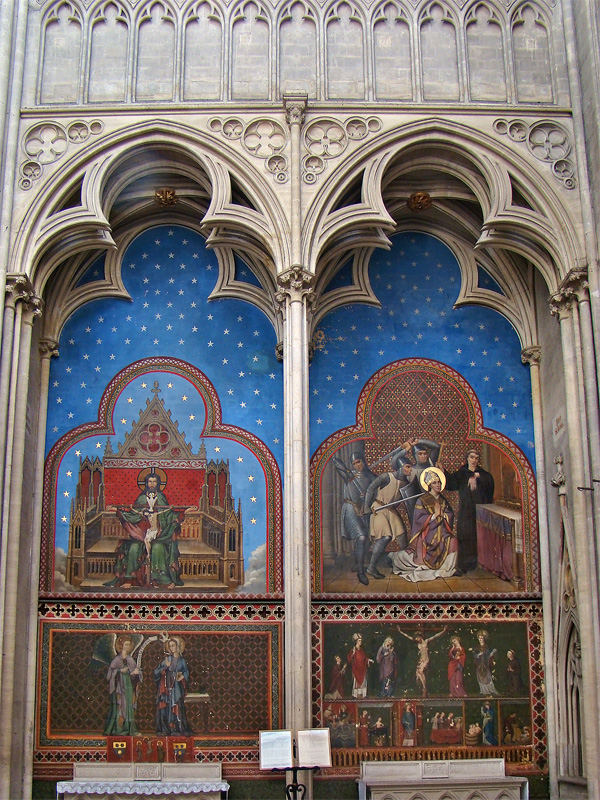
Трилопатева арка у соборі Байо (Франція)

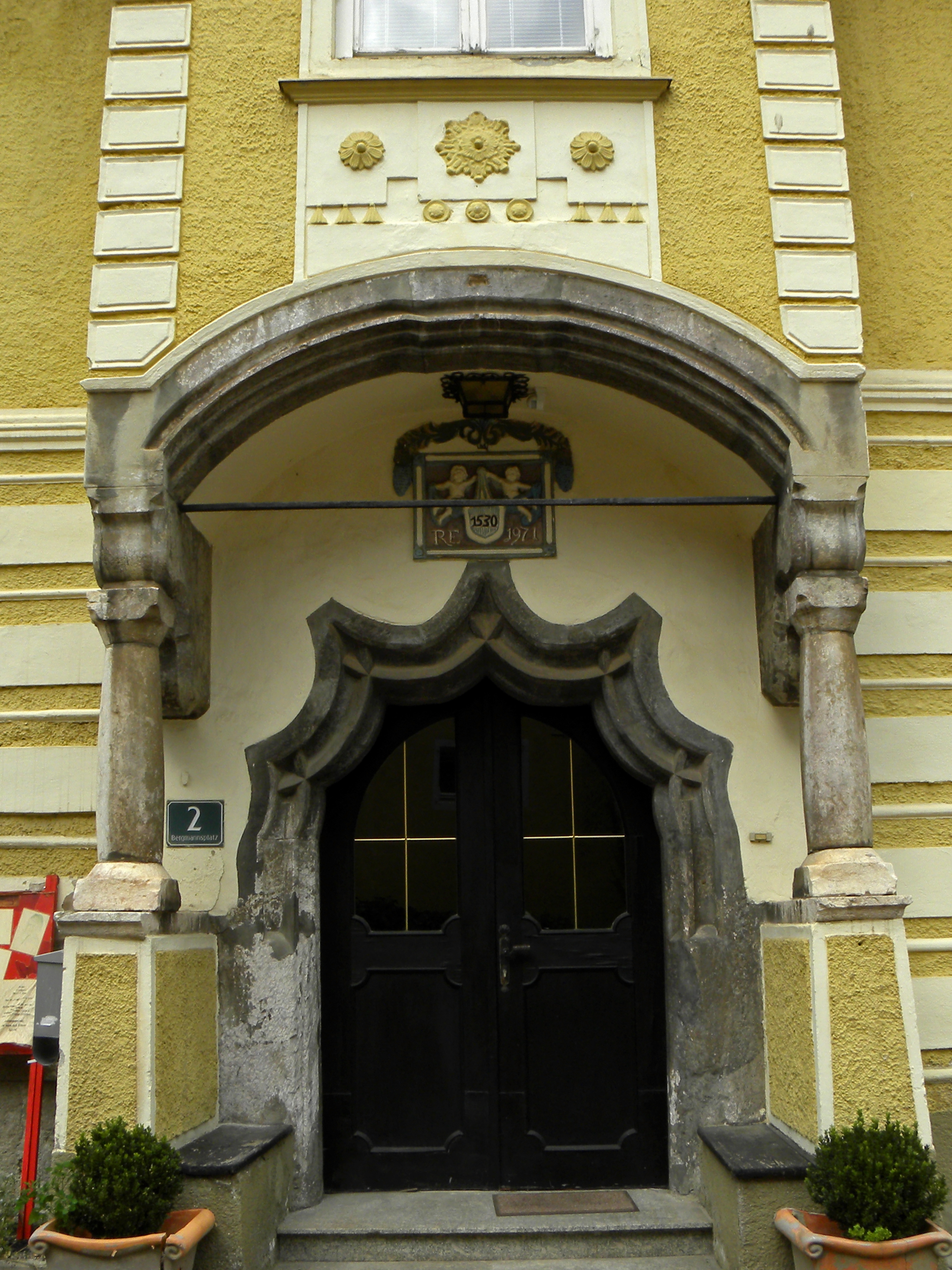
Увігнута арка у дверному прорізі та еліптична перед нею у колишній зброярні міста Ейзенерц (Німеччина)

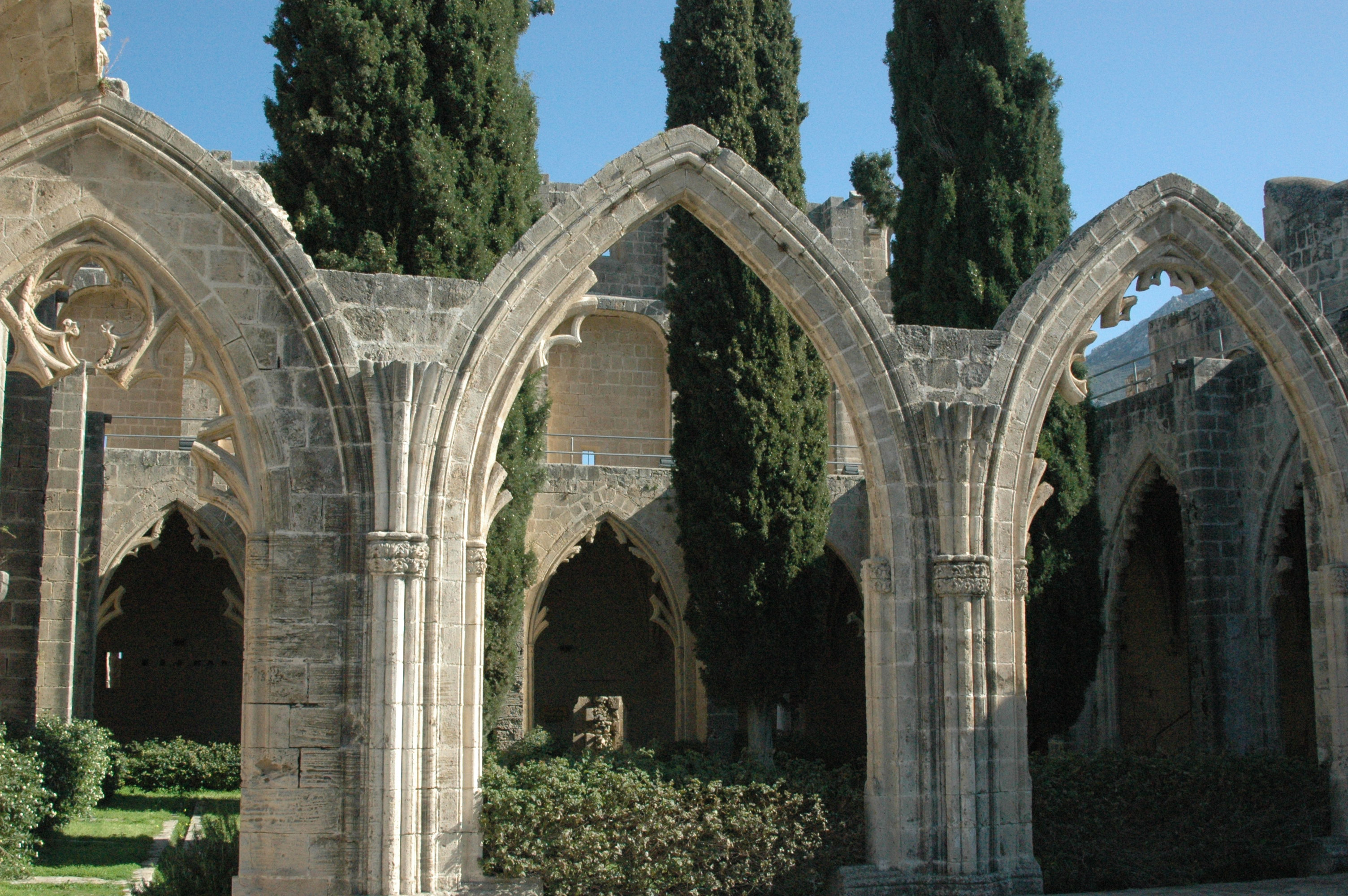
Готичні стрілчасті арки абатства Баллапаїс (Кіпр)

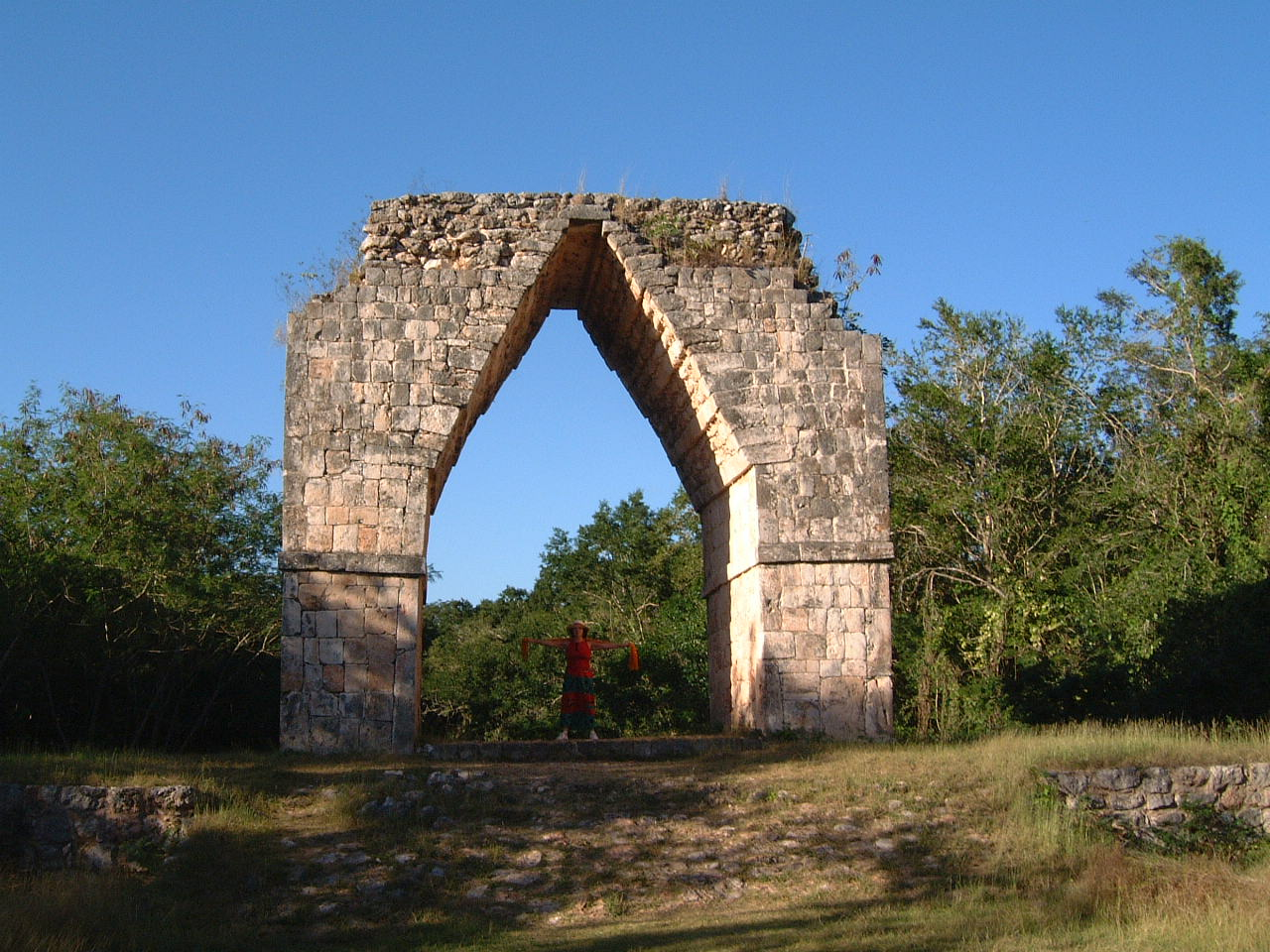
Удавана (фальшива) арка у колишньому місті Каба цивілізації мая (Мексика)

За формою, що зумовлювалася стильовими вимогами, конструкцією та місцем розташування, існували і продовжують вживатися такі види:
- Арка аравійська — окреслена з одного центра кривою, що складає більше половини кола, внаслідок чого отримує вигляд підкови. Була поширена в архітектурі народів сходу, в іспано-мавританській архітектурі.
- Арка багатолопатева — внутрішня поверхня якої складена з кількох менших арочок.
- Арка увігнута — перекрита двома чи більше дугами, зверненими випуклими боками всередину прорізу.
- Арка дволопатева — складена з двох малих арок однакових розмірів, імпости і з'єднання яких розташовані на одному рівні (порівн. Арка підвісна).
- Арка двоцентрова — сформована двома дугами однакового радіусу.
- Арка діагональна — розташована у хрестовому склепінні по діагоналі квадрата чи прямокутника, тобто нервюра, яку називають «ожива».
- Арка еліптична — утворена в перетині частиною еліпса.
- Арка заплічна — влаштована над заглибленням у стіні.
- Арка зворотна — зі зверненою донизу опуклістю дуги.
- Арка зубчаста — із рівномірним розташуванням по внутрішній поверхні гострокутних виступів.
- Арка кільоподібна — має форму півкола із загостреним верхнім кутом, внаслідок чого у перетині нагадує поперечній розріз кормової частини перекинутого судна.
- Арка клинчаста — викладена з клинчастих каменів або з прямокутних каменів з клинчастими швами.
- Арка коробова — виконана у вигляді дуги з трьох і більше центрів.
- Арка кругова (стиснута) — описана півколом з центру, розташованому нижче п'ят.
- Арка кутова — те саме, що і арка митрова.
- Арка ланцетоподібна — утворена двома дугами, що перетинаються під кутом (у вигляді ланцета), має стрілчасту рівнобічну, стрілчасто-стиснуту або стрілчасту плоску форму.
- Арка лучкова (кругова) — утворює у перетині менше півкола (одноцентрова).
- Арка мавританська — те саме, що Арка аравійська.
- Арка митрова — з двома симетричними спадами у завершенні.
- Арка овальна — утворює в перетині частину овалу.
- Арка опукло-угнута — вигини у п'ят звернуті опуклими боками в середину прорізу і плавно переходять в одноцентрове чи багатоцентрове підвищення по вертикальній осі.
- Арка параболічна — утворює в перетині частину параболи.
- Арка перекинута — така, у котрій замок знаходиться нижче п'ят (порівн. контрарка). Виконує функції розвантажувальної і влаштовується в нижній частині стіни.
- Арка перспективна — входить у товщу стіни ступінчастими уступами.
- Арка півциркульна — утворює в перетині півкола; описана з центру, розташованого вище п'ят або на їх рівні.
- Арка підвісна — складена з двох дуг, місце з'єднання яких розташоване нижче їх вершин.
- Арка підковоподібна — те саме, що Арка аравійська.
- Арка піднесена — те саме, що Арка ланцетоподібна.
- Арка плоска — зі стрілою підйому в кілька разів менше прольоту.
- Арка повзуча — з п'ятами на різних рівнях.
- Арка попружна (підпружна) — допоміжна, що підтримує склепіння або плоску стелю.
- Арка портьєрна — утворена двома або чотирма дугами з центрами за межами прорізу.
- Арка притуплена — полога стрілчаста з округленнями у п'ятах.
- Арка розвантажувальна — замурована у стіну для рівномірного розподілу навантаження або його передачі на підпори, простінки.
- Арка стиснута (лежача) — завершена горизонтальною перемичкою.
- Арка стрілчаста — утворена двома дугами, що перетинаються під кутом.
- Арка ступінчаста — система арок у вигляді кількох ярусів закомар.
- Арка трилопатева — утворена трьома півколами. Причому підвищене середнє спирається на кінці бокових, які дзеркально повторюють одне одного.
- Арка трицентрова — півовальна у розрізі, складається з дуг трьох кіл, з яких найбільше середнє побудоване радіусом з центра на осі прорізу. Дві інші дуги прокладаються радіусами з точок, що знаходяться значно вище.
- Арка «тюдор»  — полога із загостреним верхом.
- Арка удавана (фальшива) — викладена з горизонтальним напуском каменів.
- Арка царська — розташована в Царських вратах іконостасу християнського храму.
- Арка щокова — попружна хрестового склепіння, розташована по боках прямокутника його плану. Оточує склепіння перпендикулярно до його твірної.

Арки зводяться також у вигляді окремих споруд, а саме:
- Арка меморіальна — збудована на пам'ять про важливу знамену подію або історичну особу.
- Арка тріумфальна — брама з одним або трьома арковими отворами, прикрашена скульптурами і написами, як урочиста споруда.

## Розрахунок арок

### Розрахункові схеми
Найбільшого поширення набули такі типи розрахункових схем арок:
Кожен з типів має свої переваги і недоліки, і вибір тієї чи іншої конструкції визначається інженером-проєктувальником виходячи як з вимог до міцності, так і з необхідності застосування тих чи інших матеріалів для арки, архітектурних міркувань, вартості та місцевих умов будівництва. Так, наприклад, тришарнірна арка є статично визначуваною системою, в силу чого подібна конструкція є не так чутливою до температурних впливів і просідань опор. Також тришарнірні аркові конструкції зручні з погляду монтажних робіт і транспортування, так як складаються з двох окремих частин. Однак наявність додаткового шарніра призводить до великої різниці моментів по довжині обох частин, що, відповідно, вимагає додаткової витрати матеріалу. Протилежною їй у цьому плані є безшарнірних арка, яка завдяки затискання п'ят арок в опорах має найсприятливіший розподіл згинальних моментів по довжині і може бути виготовленою з мінімальними перетинами. Але защемлення в опорах, у свою чергу, призводить до необхідності улаштування потужніших фундаментів, арка є чутливою як до переміщень опор, так і до температурних напружень. Найбільшого поширення набула двошарнірна арка. Будучи один раз статично невизначеною системою, вона також має хороший розподіл моментів по довжині і позбавлена необхідності будівництва масивних опор.

### Визначення силових факторів

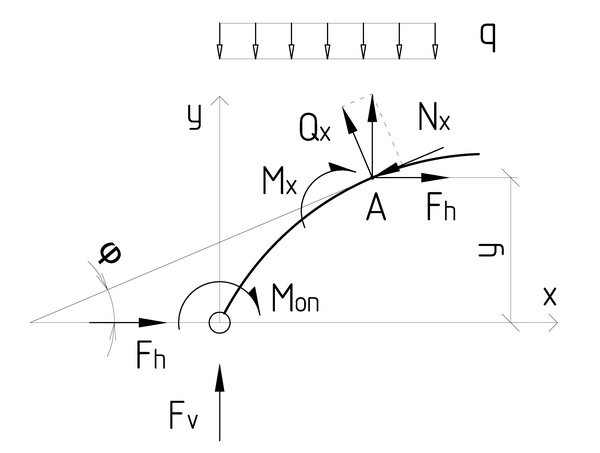
Схема визначення зусиль в арці

При використанні арок як перекриттів, вони розраховуються у загальному випадку на рівномірно розподілене навантаження (навантаження вид розташованих вище конструкцій перекриттів, снігове навантаження, навантаження від власної ваги арки). При розрахунку будуються епюри зусиль, що виникають у перерізах арки, за якими визначаються найнебезпечніші перерізи. Формули для визначення зусиль у довільному перерізі арки наступні:
1. Згинальний момент
{\displaystyle M_{x}=M_{x}=M_{op}+{M_{x}}^{b}-F_{h}y\!\,},
де{\displaystyle ~M_{op}} — опорний момент у безшарнірній арці (у дво- або тришарнірній арці він дорівнює нулю)
{\displaystyle ~{M_{x}}^{b}} — згинальний момент;
{\displaystyle ~F_{h}} — розпір;
{\displaystyle ~x,y} — координати перерізу.
Розпір визначається з виразу:
{\displaystyle F_{h}=k{M_{c}}^{b}/f\!\,},
де {\displaystyle ~{M_{c}}^{b}} — згинальний момент посередині прольоту;
{\displaystyle ~f} — стріла підняття арки;
{\displaystyle ~k} — коефіцієнт, що враховує геометричні і фізичні характеристики арки.
2. Поздовжня сила
{\displaystyle N_{x}=-{Q_{x}}^{b}\sin \varphi -F_{h}\cos \varphi \!\,},
де {\displaystyle ~{Q_{x}}^{b}} — балкова поперечна сила;
{\displaystyle ~\varphi } — кут між дотичною до осі арки у перерізі, який розглядається й горизонталлю.
3. Поперечна сила
{\displaystyle Q_{x}={Q_{x}}^{b}\cos \varphi -F_{h}\sin \varphi \!\,}.

### Розрахунок напруженого стану
В основі розрахунку напруженого стану аркових конструкцій лежить розрахунок кривого стрижня, елемента, який відрізняється від прямої балки тим, що має криволінійну вісь (вісь — лінія, що проходить через центр маси поперечних перерізів елемента). З допустимим наближенням дотичні напруження від поперечної сили для кривих стрижнів можна визначати за формулою Журавського:
{\displaystyle \tau ={\frac {QS(z)}{J_{x}b}}\!\,},
де {\displaystyle ~Q=Q(y)} — поперечна сила, що діє на балку ({\displaystyle y} — поздовжня координата);
{\displaystyle ~S(z)} — статичний момент відрізаної площі перерізу на відстані {\displaystyle z} відносно нейтральної осі;
{\displaystyle ~J_{x}} — момент інерції перетину елемента відносно центральної осі {\displaystyle x}, яка перпендикулярна до площини арки;
{\displaystyle ~b} — ширина перерізу елемента на відстані {\displaystyle z} від нейтральної осі.
Відповідно, умова міцності за дотичними напруженнями для кривих стрижнів буде мати такий вигляд:
{\displaystyle \tau _{max}={\frac {Q_{max}S_{max}}{Jb}}\leq [\tau ]\!\,}.
Напруження в кривому стрижні, що викликаються нормальною силою є нормальними до перерізу та рівномірно розподілені по його площі, тобто:
{\displaystyle \sigma ={\frac {N}{F}}\!\,},
де {\displaystyle ~N} — нормальна сила, що діє елемент;
{\displaystyle ~F} — площа перерізу елемента.

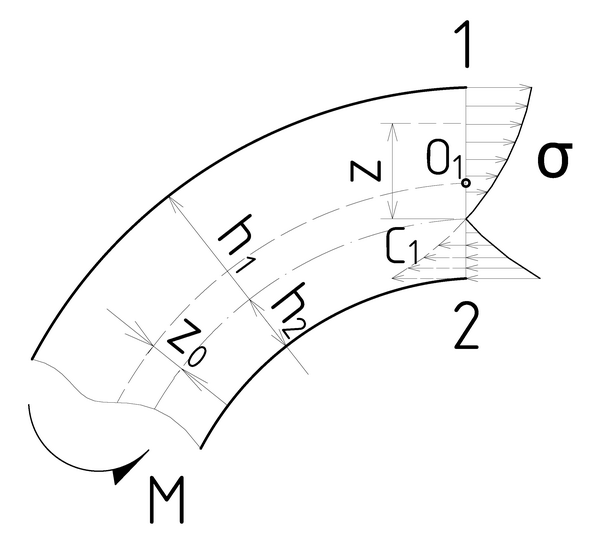
Гіперболічний закон розподілу нормальних напружень у криволінійному стрижні від дії згинального моменту

Згинальний момент, як і у прямій балці, викликає появу у криволінійному стрижні лише нормальних напружень. Їх розподіл за висотою перерізу визначається за формулою:
{\displaystyle \sigma ={\frac {z}{\rho }}{\frac {\delta d\varphi }{d\varphi }}E\!\,},
де {\displaystyle ~z} — відстань від нейтральної осі до точки, де визначається напруження;
{\displaystyle ~\rho } — радіус кривини бруса у точці, що розглядається;
{\displaystyle ~\delta d\varphi } — величина зміни кута між суміжними перерізами під дією моменту;
{\displaystyle ~d\varphi } — початковий кут між перерізами;
{\displaystyle ~E} — Модуль Юнга.
З рівнянь видно, що на відміну від прямої балки, де напруження розподіляються за лінійним законом, у криволінійному стрижні нормальні напруження від згинального моменту розподіляються за гіперболічним законом. З цього випливає декілька важливих висновків, а саме:
- при згині кривого стрижня нейтральна вісь не проходить через центр ваги перерізу;
- напруження у зовнішніх волокнах елементу є меншими, ніж при такому ж згині прямої балки, а у внутрішніх волокнах — більшими;
- ріст напружень за висотою перерізу відбувається з різною інтенсивністю. Найбільшої величини напруження досягають на внутрішньому боці і швидко зменшуються углиб.

Якщо конструкція працює у статичному режимі й виготовлена з пластичного матеріалу не схильного до крихкого руйнування, то перенапруження на краю перерізу з внутрішнього боку можуть бути безпечними.
Формула нормальних напружень від згинального моменту буде мати вигляд:
{\displaystyle \sigma ={\frac {M}{S}}\cdot {\frac {z}{\rho }}\!\,},
а формула повних нормальних напружень у кривому стрижні:
{\displaystyle \sigma ={\frac {N}{F}}+{\frac {M}{S}}\cdot {\frac {z}{\rho }}\!\,}.
Радіус кривини нейтрального шару визначається з рівняння:
{\displaystyle r={\frac {F}{\int \limits _{F}{\frac {dF}{\rho }}}}\!\,}.
З формул випливає, що чим меншим є відношення радіуса кривини стрижня до висоти його перерізу, тим у більшій мірі робота кривого стрижня відрізняється від роботи прямої балки.

### Визначення деформацій
Деформації, що виникають в кривих стрижнях, у загальному випадку визначаються наступними виразами:
{\displaystyle {\begin{matrix}f=\int \limits _{S}{\frac {MdS}{EJ}}\cdot {\frac {\delta M}{\delta P}}+\int \limits _{S}{\frac {NdS}{EF}}\cdot {\frac {\delta N}{\delta P}}\\\theta =\int \limits _{S}{\frac {MdS}{EJ}}\cdot {\frac {\delta M}{\delta M_{0}}}+\int \limits _{S}{\frac {NdS}{EF}}\cdot {\frac {\delta N}{\delta M_{0}}}\end{matrix}}{\Bigg \}}\!\,}
де {\displaystyle ~f} — лінійне переміщення центру мас перерізу;
{\displaystyle ~\theta } — кут повороту перерізу.
У більшості випадків впливом кривини при визначенні деформацій можна знехтувати.

## Арки природного походження
Форми у вигляді арки часто зустрічаються в природі. Вони можуть бути з каменю, льоду, дерева тощо. Арочні форми, створені природою, вплинули, швидше за все, на застосування їх людиною як елементів у будівельних конструкціях. Слугуючи часто проходом з одного місця в інше, вони набули і сакрального змісту, символізуючи своєрідний портал туди, де можна очікувати чогось нового та раніше незвіданого. Будучи продуктом ерозії, арочні кам'яні конструкції є корисними у плані археологічних та геологічних досліджень.
Іноді природні арочні утворення служать як реальні інженерні конструкції, по яких можуть бути прокладені діючі дороги. Приклади подібних арок можна знайти в природних парках Carter Caves State Resort Park та Natural Bridge State Resort Park у штаті Кентуккі (США).
Відповідно до класифікації Національного парку Арки (штат Юта, США), кам'яний проріз, щоб вважатися аркою, повинен мати ширину не меншу ніж 3 фути (0,914 метра) і розташовуватись у досить великій стіні. При цьому арки через природні водотоки, а також через пересохлі русла, називаються природними мостами. Отвори в скелях, які розташовані досить далеко від країв та не впливають на форму скелі, арками не вважаються.